# Preludi op. 28, núm. 20 (Chopin)

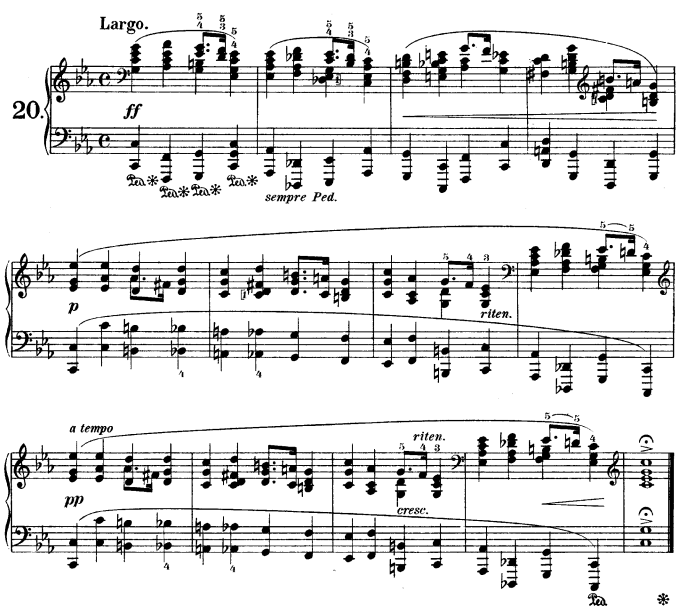
Partitura del "Preludi núm. 20" en do menor. Va servir com a tema en dues obres rellevants: Variacions sobre un tema de Chopin de Rakhmàninov i de Busoni.

El "Preludi op. 28, núm. 20", en do menor, és un dels Preludis op. 28 de Frédéric Chopin. Ha estat anomenat el "Preludi Marxa fúnebre" per Hans von Bülow, però és més comunament conegut com el "Preludi dels acords" a causa de la seva lenta progressió d'acords de negres.
El preludi va ser compost originalment en una estructura de dues seccions de quatre compassos, que acabava en el compàs novè. Més tard, Chopin va afegir una repetició dels últims quatre compassos en una dinàmica més suau, com un onatge expressiu, abans de la cadència final.

## Repercussions culturals
Podem trobar bastants exemples en el que apareix la música d'aquest preludi:
- Variacions sobre un tema de Chopin de Ferruccio Busoni
- Variacions sobre un tema de Chopin de Serguei Rakhmàninov.
- Jean-Luc Ponty, un músic de jazz fusion, fa unes improvisacions amb el violi sobre aquest tema, en l'àlbum Storytelling.
- La cançó Could It Be Magic de Barry Manilow es basa en aquest preludi i arribà al núm. 6 en les llistes US charts del 1975. Hi ha versions posteriors de Donna Summer i Take That i una en francès, «Le Temps qui court», de Alain Chamfort (1975).
- A la pel·lícula Madame Sousatzka (1988) amb Shirley MacLaine, que la protagonista ensenya a tocar el preludi.
- Al videojoc Ghosts'n Goblins per Commodore 64 la música es basa en el "Preludi núm. 20".